# Битва за Мутукулу
Битва за Мутукулу — второе сражение между армиями Танзании и Уганды в рамках Угандийско-танзанийской войны, произошедшее 21—22 января 1979 года. Стало ответной реакцией Армии обороны Танзании на угандийское вторжение в провинцию Кагера. В этом небольшом сражении бригада Танзании под командованием Мвита Марва одержала решительную победу над двумя батальонами Уганды под командованием Йесуфа Бананука и Бернарда Рвехуруру. Разгромив гарнизон города, танзанийцы разрушили и разграбили значительную часть города в отместку за аналогичные действия в провинции Кагера.

## Предыстория
В 1971 году власть в Уганде в результате военного переворота захватил полковник Иди Амин, который сверг президента Милтона Оботе и установил собственную репрессивную диктатуру. Это привело к ухудшению отношений с соседней Танзанией. В октябре 1978 года эти отношения ухудшились окончательно, и войска Уганды вторглись в Танзанийскую провинцию Кагера. 1 ноября он объявил об аннексии Кагеры и победе в войне против Танзании. Угандийские войска принялись грабить оккупированные земли, насилуя женщин и убивая местных жителей. Это спровоцировало бегство около 40 тысяч мирных жителей в южные районы страны. В ноябре силы Армии обороны Танзании предприняли контрнаступление. Они отбили Кагеру и вынудили угандийцев отойти к границе. Тем не менее командование армии Танзании считало, что пока угандийские войска контролируют возвышенность в Мутукуле вдоль границы они представляют угрозу для провинции. В конце ноября провинцию посетил президент Танзании Джулиус Ньерере, где в бинокль увидел угандийцев, которые расположились лагерем на возвышенности. Он был вынужден согласиться, что угроза не миновала и отдал приказ о начале нападения.
В течение следующих месяцев на границе происходили спорадические бои, которые были лишь прелюдией к битве за город. Южная бригада Армии обороны Танзании, в дальнейшем переименованная в 208-ю бригаду, была передана под руководство бригадиру Мвите Марва. В конце декабря угандийские ракетные установки «Катюша» и «Град» открыли огонь по позициям Танзании. В ночь на 21 января следующего 1979 года ряд солдат Армии обороны Танзании тайно пересекли границу с Угандой и заняли позиции к северу и западу от Мутукулы. Гарнизон города же состоял из двух батальонов, участвовавших во вторжении в Танзанию: «Гондо» под командованием полковника Йесуфа Баканука и «Батальон Самоубийц», которым командовал подполковник Бернард Рвехуруру.

## Битва
Битва началась в 22:00 21 января 1979 года с перестрелки между угандийскими и танзанийскими солдатами во время шквального ливня. Рвехуруру попытался дозвониться начальнику штаба армии Уганды генерал-майору Юсуфу Говону, но звонок остался без ответа. На следующий день рано утром Рвехуруру позвонил самому Иди Амину и сообщил о нападении танзанийской армии. Амин пообещал прислать подкрепления, а также ударить по атакующим с воздуха. На рассвете батальон Армии обороны Танзании под командованием подполковника Салима Хасана Бомы, оснащённый несколькими танками, выдвинулся на помощь сражающимся войскам, пытаясь привлечь внимание угандийцев. Это сработало — подразделения Рвехуруру сосредоточили свой огонь на батальоне Бомы, в том числе открыли по ним огонь из пушек, сосредоточенных в тылу холма Киканда дальше на север. Из-за этого фланги угандийского гарнизона отказались открытыми и подверглись атаке Армии обороны Танзании, в том числе ракетами «Катюш». Войска Уганды оказались застигнуты врасплох. Большинство из них, включая «Батальон Самоубийц» в панике бежали, бросив оружие.
Артиллерия Танзании нанесла удар по площади близ траншеи, в которой находился офицер Йесуфа Бананука, закопав его в землю. Солдаты, находившиеся поблизости, сочли его мертвым и впоследствии скрылись, в то время как его заместитель, подполковник Абдулатиф Тиюа, якобы отдал приказ батальону «Гондо» отступить, заявив, что этот приказ был отдан Бананукой. Но офицер смог откопаться и сбежать в свою временную штаб-квартиру в Какууто. В городе танзанийские танки столкнулись с взводом угандийских «Шерманов». В коротком бою танзанийцы уничтожили один из них, после чего остальные быстро отступили. Командир одного из угандийских танков капитан Музамир Амуле смог отбуксировать свою повреждённую машину в сторону от боя. К 11:00 город окончательно пал. После встречи со своими офицерами Рвехуруру решил переместить свой батальон от линии фронта в его штаб в Сандже.

## Итоги
В результате атаки трое солдат из 208-й бригады были убиты, несколько десятков оказались ранены. Был уничтожен один угандийский танк, а также три угандийских бронетранспортёра OT-64 SKOT. В результате поспешного отступления угандийцев остались брошенными большие тайники с оружием и боеприпасами; танзанийцы захватили танк, три 160-мм миномёта и три 120-мм миномёта. Рвехуру заявил, что было убито 14 угандийских солдат, один сержант ранен, а два артиллериста взяты в плен, его артиллерийский офицер был ранен, а два сержанта взяты в плен. Несмотря на то, что угандийские войска потерпели поражение, их солдаты впоследствии заявляли о сотнях убитых танзанийцев.

## Последствия
По словам Рвехуруру, 22 января около 16:00 вертолёт с бригадным генералом Табаном Лупаи и подполковником Годвином Суле приземлился в Сандже. Два угандийских командира сообщили Рвехуруру, что подкрепление, обещанное ему Амином, прибудет из Лукаи, в 120 километрах к северу от города. Бойцы «Батальона Самоубийц» были в ярости, и Лупайи и Суле быстро покинули место их дислокации. Первая пехотная бригада достигла Сандже вечером, но Рвехуру отвел свой батальон в свои казармы в Масаке. Батальон Гондо также отступил в Масаку, а Бананука был арестован за то, что, по-видимому, приказал отступить вопреки вышестоящим указаниям. Позже Амин освободил его. Деморализованные своим поражением, части батальона Гондо бежали с линии фронта обратно на свою базу в Морото. Другие угандийские силы отступили к холмам вокруг Какууто. В дальнейшем угандийские самолеты наносили спорадические и безрезультатные удары по танзанийским силам вдоль границы.
Захватив Мутукулу, танзанийцы разрушили и разграбили город в отместку за разрушения и грабёж в Кагере. Бульдозеры сносили дома, а солдаты расстреливали пожилых мирных жителей, которые не могли бежать. Ньерере был доволен известием о захвате Мутукулы, но пришел в ужас от хвастливых сообщений своих командиров о его уничтожении. Он немедленно приказал солдатам воздерживаться от причинения вреда жизни и имуществу гражданских лиц с этого момента. По состоянию на 1998 год пограничный указатель в Мутукуле оставался изрешеченным пулями в результате боя. Премьер-министр Танзании Эдвард Сокойн совершил поездку по Мутукуле 23 января 1979 года.
Позже «Радио Уганды» сообщило, что Амин направил Генеральному секретарю Организации Объединенных Наций сообщение, в котором говорилось, что танзанийские войска оккупировали Мутукулу и территорию в трех милях от границы. Он попросил Совет Безопасности ООН вмешаться и призвать Танзанию вывести свои войска. Правительство Танзании впервые признало факт захвата города Мутукула в выпуске государственной газеты Daily News от 26 января. Газета сообщила, что нападение было совершено после артиллерийского обстрела Уганды, и опубликовала фотографии солдат Армии обороны Танзании, которые праздновали победу, а также министра обороны Рашиди Кававы, позирующего с захваченными бронетранспортерами.